# Agripina la Major
Agripina la Major, dita també Vipsània Agripina (llatí: Vipsania Agrippina o Agrippina Major; Atenes, 23 d'octubre de 14 aC - 18 d'octubre de 33 dC) va ser la filla més jove de Marc Vipsani Agripa i de Júlia (filla d'August).

## Biografia
Va néixer al tomb de l'any 12 aC i es va casar amb Germànic, el fill de Drus Neró Germànic, amb qui va tenir nou fills. Era un model de matrona romana, i per les seves qualitats morals i físiques va gaudir de força poder. Es va estimar el seu marit molt sincerament, la seva castedat estava fora de dubte, la seva fertilitat era una virtut als ulls dels romans i la seva vinculació amb els seus fills era una característica molt preuada de la seva persona. Ella va cedir a una perillosa passió, ambició. August li va mostrar la seva particular atenció.

A la mort d'August l'any 14 era a la zona del Baix Rin amb Germànic, comandant de les legions de la regió. Les legions, descontentes per la proclamació de Tiberi, que va donar molt pocs diners als soldats, van voler proclamar Germànic com a emperador. Tiberi odiava a Germànic i especialment a Agripina perquè seguia enamorat de Vipsània, germanastra d'Agripina i primera dona de Tiberi, i el comandament de les legions suposava un perill, però Germànic es va salvar per la seva rapidesa en prendre decisions: no va fer cap intent de sedició, al contrari va repartir diners propis (i d'altres que li va deixar son germà Claudi, que després va ser emperador) per acontentar les tropes, i va prosseguir la guerra contra els germànics.

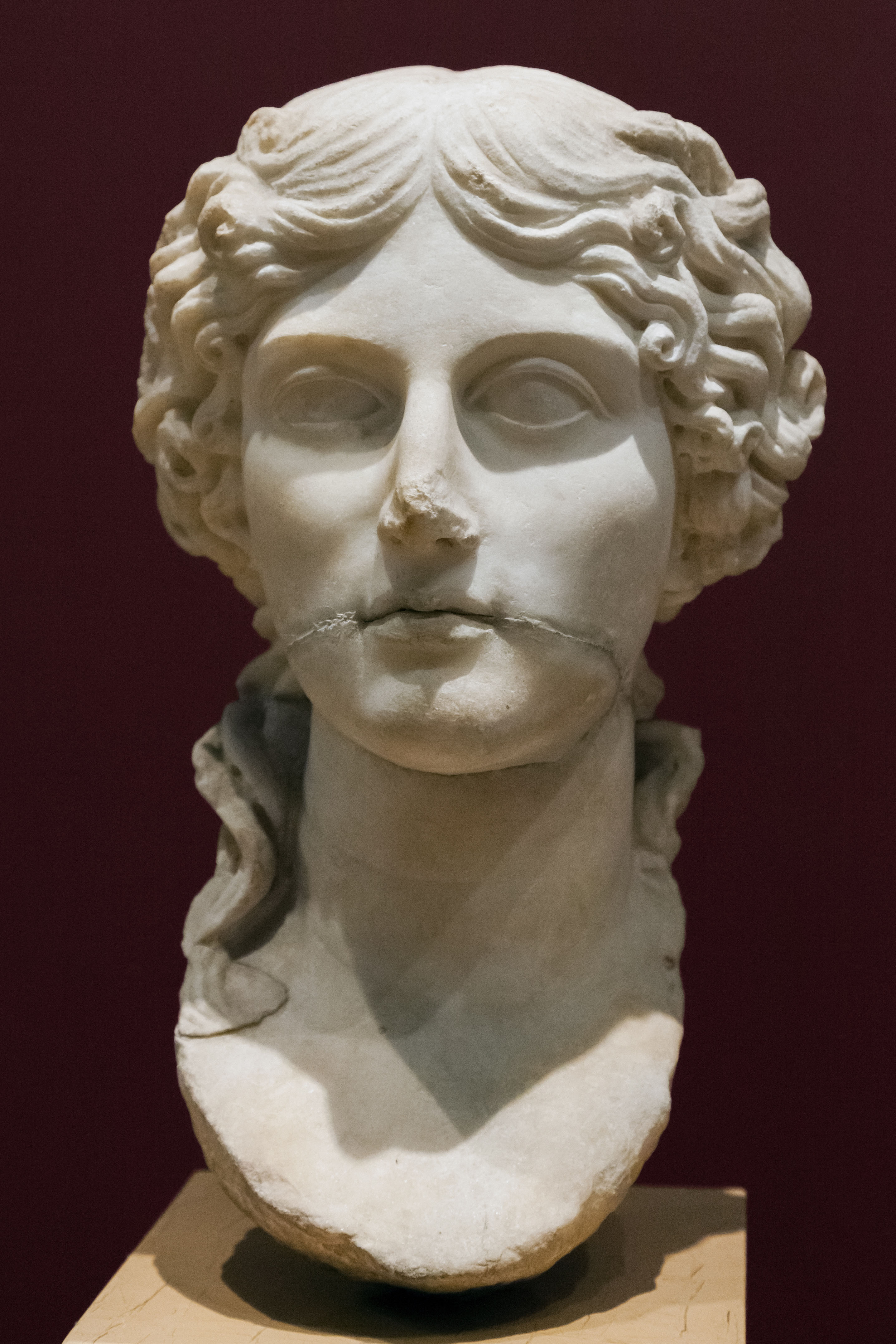
Imatge d'Agripina trobada a Pèrgam

L'any 15 la campanya contra els germànics dirigida pel lloctinent de Germànic, Aule Cecina, es va acabar i les tropes van tornar al Rin, però les legions estaven cansades i amb grans pèrdues d'homes i de material, i segurament seguides i atacades per tribus germàniques durant la seva tornada. Llavors va córrer el rumor que els germànics anaven a envair la Gàl·lia i en aquell moment Germànic era absent. Els caps de l'exèrcit van planejar destruir el pont que creuava el Rin i impedir el pas dels germànics, però això també deixava a l'altre costat les forces de Cecina. Agripina es va oposar fermament a la mesura i això va salvar els romans que tornaven, i que van ser rebuts al pont per Agripina mateixa actuant com a general. Ella va tenir especial cura dels ferits, atenent les ferides i donant-los-hi roba. Germànic va tornar, però aviat Tiberi el va fer cridar i el va enviar a Àsia, on Agripina el va acompanyar (l'any 17), i on va ser assassinat.
Després de la mort del marit va tornar a Itàlia i es va aturar a Corfú, i s'hi va estar un temps per recuperar-se de la seva pena. Després va desembarcar a Brundisium amb dos dels seus fills i portant les cendres del seu marit en una urna. A la ciutat de Brundisium els carrers i fins i tot les teulades de les cases es van omplir de gent per saludar-la, i va ser rebuda solemnement pels oficials de les dues cohorts pretorianes que Tiberi havia enviat allí per escortar-la fins a Roma. L'urna va anar en processó portada pels magistrats de Calàbria, Apúlia i Campània, per Drus, fill de Tiberi, per Claudi, germà de Germànic, i per altres dels fills de Germànic, fins que va arribar a Roma, on la van recollir els cònsols i el senat romà entre grans multituds que la van anar a rebre.
Tiberi va amagar en els següents anys la seva ràbia contra Agripina, però finalment aquesta va començar a rebre acusacions. Va demanar permís a l'emperador per tornar a casar-se, però Tiberi ni va refusar ni va aprovar la demanda. Sejà, lloctinent de Tiberi i cap de la guàrdia pretoriana, li va comunicar a Agripina que l'emperador la volia enverinar, i ella, alarmada, un dia va rebutjar una poma de la taula on menjava amb l'emperador i que aquest li havia ofert. Tiberi pel seu cantó li va tirar per la cara que l'estava acusant de ser enverinador. Segons Suetoni aquestes intrigues estaven preparades per Tiberi i Sejà. No hi va haver proves, però va córrer el rumor que Agripina volia fugir i reunir-se amb les legions que li podien ser addictes, i Tiberi la va desterrar a l'illa de Pandatària (any 30), on la seva mare Júlia havia estat exiliada i on havia mort per manca de menjar. També els seus fills Neró i Drus van ser desterrats i van morir de manera no natural. Agripina va viure tres anys a Pandatària i finalment va refusar menjar i va morir al cap d'uns dies, l'any 33. Les restes d'Agripina i del seu fill Neró van ser portades més tard a Roma por ordre de Cal·lígula.